# Ахеј из Еретрије
Ахеј или Ахај, је био хеленски књижевник из Еретрије. Рођен је негде између 484. и 481. п. н. е. Аристофан у својој комедији Жабе као годину Ахејеве смрти наводи 405. п. н. е. Еретрија се и у политичком и у уметничком животу угледала на Атину, о чему сведоче ископани остаци позоришта чији најстарији делови потичу из 5. века п. н. е. Сходно томе и Ахеј је своје драме стварао по угледу на драме атинских писаца.
Тачан број Ахејевих драма није сигуран, а Суида претпоставља да их је било 44, 30 или 24. Једном је победио на такмичењу за најбољег трагичара и то на првом наступу, 447. п. н. е. Познато је деветнаест његових трагедија по наслову. Занимљиво је да је радњу за две трагедије Ахеј преузео из митолошког материјала који је само он обрадио. Радња трагедије Азани узета је из аркадског мита, док се у трагедији Ергин говори о минијском краљу Ергину кога убија Херакле. Био је познат и по сатирским драмама у којима је приказивао бога Диониса у различитим ситуацијама. Његов земљак, мислилац Менедем, одређивао је Ахејевим сатирским драмама друго место, одмах иза Есхилових. Припадници александријске школе такође су високо ценили његово стваралаштво и зато су га сврстали у свој драматичарски канон.